# QS Большой Медведицы
QS Большой Медведицы (лат. QS Ursae Majoris) — двойная затменная переменная звезда типа Алголя (EA) в созвездии Большой Медведицы на расстоянии (вычисленном из значения параллакса) приблизительно 8485 световых лет (около 2601 парсека) от Солнца. Видимая звёздная величина звезды — от +17,65m до +15,7m. Орбитальный период — около 0,4183 суток (10,039 часов).

## Характеристики
Первый компонент — аккрецирующий белый карлик спектрального класса pec(e).